# BR-030
Pour les articles homonymes, voir Route 30.

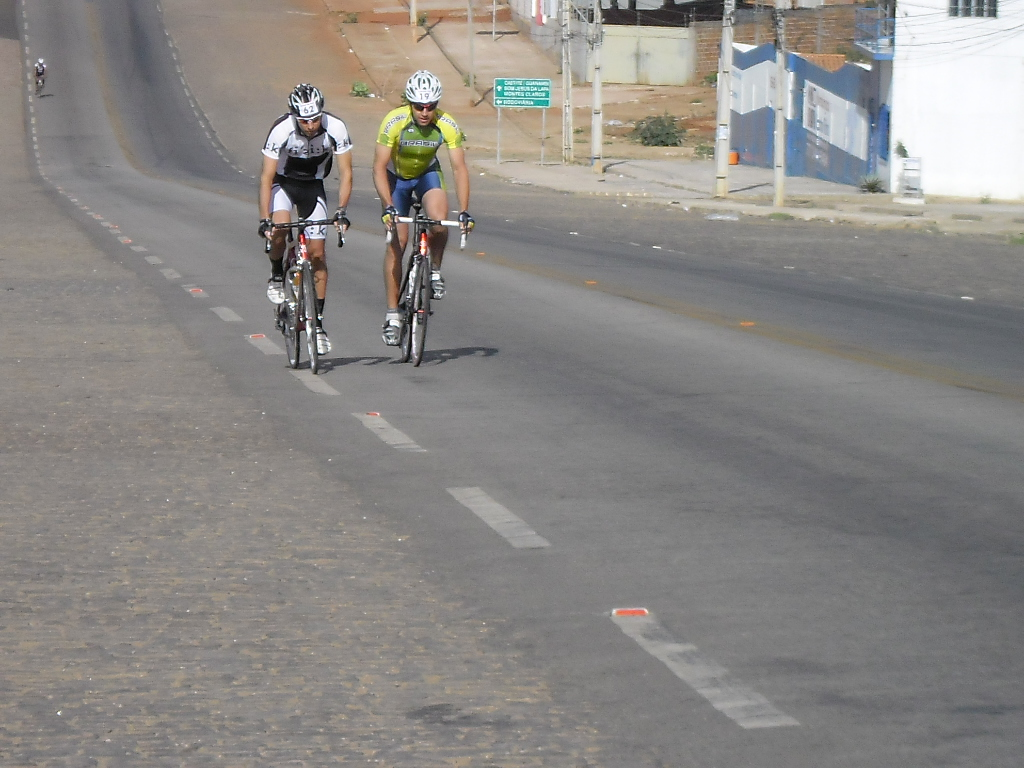
Cyclistes sur la BR-030 dans le district de Bahia.

La BR-030 est une route fédérale du Brésil. Son point de départ se situe à Brasilia, la capitale fédérale du pays, et elle s'achève à Campinho, dans l'état de Bahia. Elle traverse le District fédéral et les États de Goiás, du Minas Gerais et de Bahia. 
Dans le Minas Gerais et l'État de Bahia, certains tronçons ne sont pas encore construits, et le dernier, entre Aurelino Leal et Campinho, est en cours de construction. 
Elle dessert, entre autres localités et villes :
- Formosa (Goiás) ;
- Buritis (Minas Gerais) ;
- Montalvânia (Minas Gerais) ;
- Carinhanha (Bahia) ;
- Brumado (Bahia) ;
- Ubaitaba (Bahia).

Sa longueur est de 1 158 km (y compris les tronçons non construits).